# Panamacris magnifica
Panamacris magnifica är en insektsart som först beskrevs av Morgan Hebard 1924.  Panamacris magnifica ingår i släktet Panamacris och familjen Romaleidae. Inga underarter finns listade i Catalogue of Life.